# Castel San Pietro Sabino
Castel San Pietro è una frazione del comune di Poggio Mirteto, in provincia di Rieti.

## Storia
La datazione storica dell'abitato e del Castello è appurata sin dai primi anni dell'XI secolo. La posizione amena, esposta a Mezzogiorno e la vicinanza dell'abbazia di Farfa fanno supporre una continuità di presenza umana durante tutto il Medioevo, mentre ritrovamenti archeologici e la permanenza di alcune rovine, ci rimandano ai tempi degli antichi Romani e dei loro ozi nelle ville di campagna.
Non siamo lontani dalla villa romana dei "Casoni" e molte sostruzioni del paese stesso sembrano ascriversi a quei tempi; tra di esse una grande cisterna all'interno del Castello. L'antichissima chiesa di San Pietro ai piedi del villaggio (da cui probabilmente prese il nome) ci riporta alle note visite del Principe degli Apostoli in Sabina e altrettanto non lontana è Vescovio dove avvenne secondo la leggenda la prima "fractio Panis" della Chiesa romana.

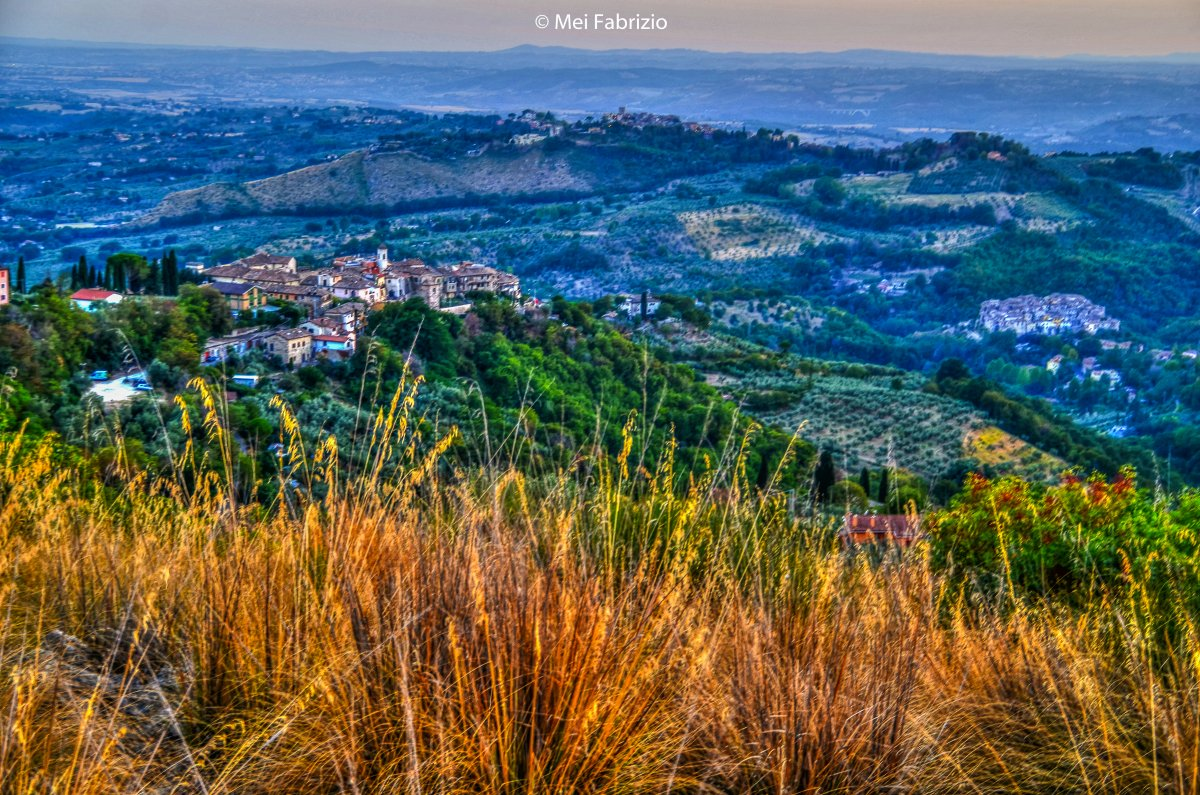
La campagna intorno a Castel San Pietro

Il paese, legato per motivi politici e geografici all'abbazia di Farfa, che fronteggia all'interno della valle, divenne nel tempo feudo degli Annibaldi, Orsini, Mattei e Ruiz, che lasciarono tracce sia sul castello che sull'abitato. Importante senza dubbio fu, nel 1450, la donazione fatta da Francesco Orsini prefetto di Roma a Jacopo Orsini e a sua moglie Maddalena, genitori di quella Clarice Orsini che divenne la moglie di Lorenzo il Magnifico e madre tra gli altri di papa Leone X, che stabilì il principio Tota Sabina Civitas. Agli Orsini si dovette la trasformazione della rocca in palazzo residenziale, come si vede nella veduta di Paul Brill "veduta di Castel San Pietro", nel Museo Nazionale di Arte Antica di Palazzo Barberini a Roma. Interessante e ancora ben leggibile l'espansione urbana di disegno unitario nel borgo, nel XVII secolo, quando Pietro da Cortona nel Palazzo Mattei di Roma dipinse il Castello in una lunetta.
L'architetto Enzo Pinci nel 2015 ha suggerito che il palazzo che si trova nello sfondo del quadro di Caravaggio, il Sacrificio di Isacco conservato agli Uffizi, rappresenta proprio Castel San Pietro nei primissimi anni del Seicento quando il maestro soggiornò qui ospite dei Mattei e dipinse - chiaramente come atto di omaggio ai committenti e suoi collezionisti - la fase di ampliamento assai importante che avvenne tra il 1599 anno del dipinto del Brill all'inizio della loro Signoria e il 1620 com'è riportato nella lunetta dipinta da Bonsi nella galleria di Pietro da Cortona. In merito occorre anche sottolineare che questo quadro sia l'unico paesaggio con architetture dipinto dal Caravaggio. Questo sfondo è uno dei pochissimi esempi di rappresentazione di un cantiere edilizio tra rinascimento e barocco.
Il beato Cardinale Ildelfonso Schuster, che scrisse, tra varie cose, la storia dell'Abbazia Benedettina di Farfa,  soggiornò a lungo e ripetutamente nel Castello, ospite della famiglia proprietaria. 

## Monumenti e luoghi d'interesse
Ben conservato, almeno nella sua fase rinascimentale, e recentemente restaurato il Castello/Palazzo - di proprietà privata - e così anche il piccolo villaggio all'interno delle mura, dove campeggia, per importanza, l'antica Torre detta di Porta Romana - uno dei primi monumenti vincolati della Sabina del XII o XIII secolo, dove ancora permane una delle ante dell'antica porta, nella quale una datazione di restauro datato allo scorcio del Settecento dimostra la vetustà.  
La Cappella del Cimitero presenta un affresco datato 1422 e raffigurante la Vergine in trono col Bambino. La chiesa principale dedicata a Santa Maria della Pietà, anche se molto antica, deve la sua facciata ad un riordino in occasione della "visita Corsini" della seconda metà del settecento. 
In data 14 giugno 2014 nel primo pomeriggio durante un forte temporale una tromba d'aria ha spaccato in tre pezzi un'enorme quercia chiamata dagli abitanti la "quercia dei boni venti" perché i vecchi del paese sostenevano che quella quercia era esposta a tutte le direzioni del vento.Sembrerebbe che a piantarla sia stato il signor Carluccio Marini circa 200 anni fa, con un tronco di più di un metro di diametro, troneggiava su un lato della piazza principale detto "Borgo" fornendo nel periodo estivo una stupenda ombra agli anziani del paese, e punto di ritrovo e appuntamento per i giovani. 

## Società

### Tradizioni e folclore
Molto nota nel circondario è la festa patronale di San Sebastiano che avviene con processioni e straordinario dispiego (per le dimensioni del villaggio) di fuochi d'artificio e cibarie offerte agli intervenuti, la terza domenica di agosto.